# NGC 1666
NGC 1666 (również PGC 16057) – galaktyka soczewkowata (SB0-a), znajdująca się w gwiazdozbiorze Erydanu. Odkrył ją Lewis A. Swift 1 listopada 1886 roku.